# Gené
Gené és un municipi francès situat al departament de Maine i Loira i a la regió de País del Loira. L'any 2007 tenia 440 habitants.

## Demografia

### Població
El 2007 la població de fet de Gené era de 440 persones. Hi havia 144 famílies de les quals 26 eren unipersonals (26 dones vivint soles i 26 dones vivint soles), 35 parelles sense fills i 83 parelles amb fills.
La població ha evolucionat segons el següent gràfic:
Habitants censats

### Habitatges
El 2007 hi havia 159 habitatges, 147 eren l'habitatge principal de la família, 6 eren segones residències i 5 estaven desocupats. 157 eren cases i 2 eren apartaments. Dels 147 habitatges principals, 116 estaven ocupats pels seus propietaris i 32 estaven llogats i ocupats pels llogaters; 3 tenien dues cambres, 16 en tenien tres, 39 en tenien quatre i 88 en tenien cinc o més. 111 habitatges disposaven pel capbaix d'una plaça de pàrquing. A 48 habitatges hi havia un automòbil i a 92 n'hi havia dos o més.

### Piràmide de població
La piràmide de població per edats i sexe el 2009 era:
| Homes | Edats   | Dones |
| ----- | ------- | ----- |
| 0     | 95 o +  | 0     |
| 0     | 90 a 94 | 0     |
| 0     | 85 a 89 | 0     |
| 4     | 80 a 84 | 0     |
| 4     | 75 a 79 | 0     |
| 4     | 70 a 74 | 0     |
| 0     | 65 a 69 | 8     |
| 4     | 60 a 64 | 8     |
| 4     | 55 a 59 | 4     |
| 8     | 50 a 54 | 8     |
| 8     | 45 a 49 | 12    |
| 12    | 40 a 44 | 8     |
| 16    | 35 a 39 | 12    |
| 8     | 30 a 34 | 12    |
| 8     | 25 a 29 | 4     |
| 4     | 20 a 24 | 12    |
| 4     | 15 a 19 | 20    |
| 8     | 10 a 14 | 12    |
| 4     | 5 a 9   | 16    |
| 8     | 0 a 4   | 4     |

## Economia
El 2007 la població en edat de treballar era de 257 persones, 208 eren actives i 49 eren inactives. De les 208 persones actives 196 estaven ocupades (108 homes i 88 dones) i 12 estaven aturades (5 homes i 7 dones). De les 49 persones inactives 9 estaven jubilades, 17 estaven estudiant i 23 estaven classificades com a «altres inactius».

### Ingressos
El 2009 a Gené hi havia 149 unitats fiscals que integraven 439 persones, la mediana anual d'ingressos fiscals per persona era de 15.697 €.

### Activitats econòmiques
Dels 10 establiments que hi havia el 2007, 2 eren d'empreses de construcció, 1 d'una empresa de comerç i reparació d'automòbils, 1 d'una empresa d'hostatgeria i restauració, 3 d'empreses immobiliàries, 2 d'empreses de serveis i 1 d'una entitat de l'administració pública.
Dels 2 establiments de servei als particulars que hi havia el 2009, 1 era un guixaire pintor i 1 agència immobiliària.
L'any 2000 a Gené hi havia 21 explotacions agrícoles que ocupaven un total de 858 hectàrees.

## Equipaments sanitaris i escolars
El 2009 hi havia una escola elemental.

## Poblacions més properes
El següent diagrama mostra les poblacions més properes.